# Germarostes diffundus
Germarostes diffundus är en skalbaggsart som beskrevs av Rudolph Petrovitz 1976. Germarostes diffundus ingår i släktet Germarostes och familjen Hybosoridae. Inga underarter finns listade i Catalogue of Life.